# كازومي تاكاهاشي (لاعب كرة قاعدة)
كازومي تاكاهاشي (باليابانية: 高橋一三؛ بالكانا: たかはし かずみ) هو لاعب كرة قاعدة ياباني، ولد في 9 يونيو 1946 في فوجو في اليابان، وتوفي في 14 يوليو 2015 بسبب متلازمة الاختلال العضوي المتعدد.

## وصلات خارجية
- كازومي تاكاهاشي على موقع الدوري الياباني لكرة القاعدة (الإنجليزية)
- كازومي تاكاهاشي على موقعبيزبول رفرنس.كوم (الدوري الثانوي) (الإنجليزية)